# Стебельчатоглазые мухи
Диопсиды, или стебельчатоглазые мухи (лат. Diopsidae), — семейство насекомых из отряда двукрылых надсемейства Diopsoidea.

## Внешнее строение

### Имаго
Длина тела от 4 до 12 мм. Голова треугольная, реже округлая (Centrioncus). Глаза широко расставлены, у многих видов расположены на стебельках. Длина глазных стебельков иногда равна длине тела. Реже глаза расположены на небольших выступах. Вибриссов нет. Усики короткие. Хоботок короткий и толстый. Переднеспинка удлинённая. Среднеспинка голая или покрыта меткими волосками. На заднем крае щитка имеются два заострённых отростка. Крылья покрыты микроскопическими волосками, прозрачные или с узором. Костальная жилка без разрывов, достигает на конце второй медиальной жилки. Жужжальца короткие. Передние бёдра утолщены с двумя рядами шипиков на вентральной стороне. Форма брюшка различна от овальной до удлинённо-цилиндрической. Первые два тергита образуют синтергит, составляющий иногда половину длины брюшка. У представителей семейства ярко выражен половой диморфизм.

### Личинки
Тело личинки белое, веретеновидное длиной около 5,5 мм, шириной около 0,66 мм. Голова втягивается внутрь тела. Дыхальца имеются на груди и на первых сегментах брюшка. Задние дыхальца располагаются на коротком стебельке. На нижней стороне брюшных сегментов имеются ползательные валики и поперечными рядами шипиков.

### Пупарий
Пупарий цилиндрической формы более широкий в передней части и сужающийся к концу тела, длиной около 3 мм и шириной около 1 мм.

### Яйцо
Яйца кремово-белые, удлинённые и заострённые с одного конца. Длина от 0,60 до 2,20 мм. Оболочка яйца с сетчатым или чешуйчатым рисунком. У видов рода Diopsis яйца с продольными гребнями и пробочками на полюсах. Иногда на поверхности яйца имеются продольная щель или выросты.

## Биология
Мухи встречаются в увлажнённых местообитания. Их можно встретить в травостое по берегам рек. Иногда образуют большие скопления. Личинки палеарктические видов, вероятно, питаются разлагающимися растительными остатками. В тропиках известны сапрофаги (Diasemopsis fasciata, Sphyracephala), факультативные (Diopsis macrophthalma) и облигатные (Diopsis apicalis, Diopsis collaris, Diopsis curva, Diopsis fumipennis, Diopsis ichneumonea, Diopsis servillei) фитофаги. В тропических странах некоторые виды являются вредителями риса, кукурузы и сахарного тростника. Самки растительноядных видов прикрепляют яйца на листья кормовых растений поодиночке. После вылупления личинка проникает в стебель растения. Самки видов, для которых характерна сапрофитофагия, откладывают яйца в мёртвые растительные ткани или в ходы фитофагов. Для некоторых видов (Diopsina ferruginea) характерна мирмекофилия. Спаривание обычно происходит ранним утром. Объект исследования полового отбора (Teleopsis dalmanni).

## Распространение
Встречаются преимущественно в тропической Африке и Юго-Восточной Азии. Единичные виды встречаются в Северной Америке, Европе, на Кавказе и Дальнем Востоке. Дальше всего на север проникает род Sphyracephala Say. В Палеарктике отмечены три вида: Sphyracephala europaea (Венгрия), Sphyracephala babadjanidesi (Закавказье) и Sphyracephala nigrimana (Дальний Восток, в том числе на юге Приморского края). Отсутствуют в Австралии и Южной Америке.

## Палеонтология
По инклюзам из балтийского янтаря описаны три вида ископаемых диопсид: Prosphyracephala kerneggeri, Prosphyracephala rubiensis, Prosphyracephala succini. Возраст самых древних образцов, найденных в приабонских отложениях эоцена, датируется 38,0—33,9 миллиона лет.

## Классификация
В мировой фауне описано более 194 вида из 15 родов.
Подсемейство Centrioncinae
- Centrioncus Speiser, 1910
- Teloglabrus Feijen, 1983

Подсемейство Diopsinae
- Cladodiopsis Séguy, 1949
- Cyrtodiopsis Frey, 1928
- Diasemopsis Rondani, 1875
- Diopsina Curran, 1928
- Diopsis Linnaeus, 1775
- Eosiopsis Feijen, 2008
- Eurydiopsis Frey, 1928
- Gracilopsina Feijen, Feijen & Feijen, 2017
- Madagopsina Feijen, Feijen & Feijen, 2017
- † Prosphyracephala Hennig, 1965
- Pseudodiopsis Hendel, 1917
- Sphyracephala Say, 1828
- Teleopsis Rondani, 1875